# Alpha Sports

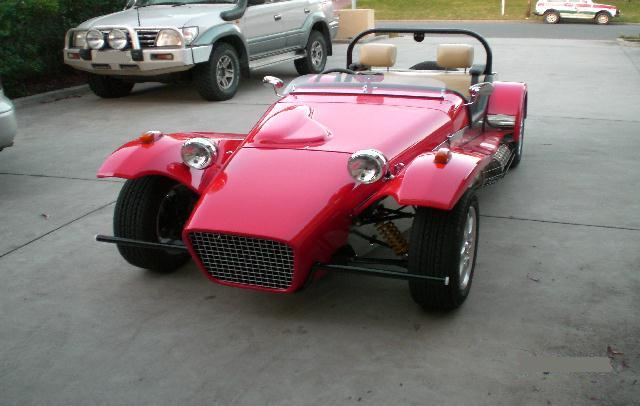
Alpha Sports ASP320 G (2007)

Alpha Sports of Alpha Sports Racing (ASP) is een Australisch automerk. Het merk maakt de wereldberoemde, Britse Lotus Seven na, net zoals een veertigtal andere automerken over de hele wereld doen. Maar bij Alpha Sports doet de voorkant vooral denken aan die van de klassieke, maar nog steeds verkrijgbare Morgan. Alpha Sports is gevestigd aan de Alpha Street te Kensington Park in Kingsford, New South Wales.
Rory Thompson, de oprichter, maakte begin jaren '60 zijn eerste Lotus Seven-replica.
Alpha Sports wordt niet ingevoerd in de Nederlandstalige landen.

## Modellen
- ASP320
- ASP330
- ASP340
- ASP350
- Bacchus

### Vroegere modellen
- ASP380
- ASP570

Huidig: ASP320 · ASP330 · ASP340 · ASP350 · Bacchus

Vroeger: ASP380 · ASP570
Alpha Sports ·
Amuza ·
Australian Kitcar ·
Birchfield ·
Bolwell ·
Carbontech ·
Classic Glass ·
Classic Revival ·
Cobra Craft · 
Daktari ·
Daytona ·
Deuce Customs ·
Devaux · 
DRB · 
Elfin · 
G-Force ·
Holden ·
Homebush · 
Kraftzwerk ·
Max Fx · 
Piper ·
PRB · 
Python ·
RCM ·
RMC ·
Roaring Forties ·
Robnell · 
Sirius